# Guaiacum officinale
Espèce
Synonymes
- Guaiacum bijugum Stokes[1]
- Guajacum officinale L.[2]

Statut de conservation UICN

 EN A2d : En danger
Guaiacum officinale, le gaïac officinal, est une espèce de plantes à fleurs dicotylédones de la famille des Zygophyllaceae, originaire des Caraïbes et du nord de l'Amérique du Sud. C'est un petit arbre à croissance très lente, qui a été surexploité pour son bois et sa résine. L'espèce est classée depuis 2019 par l'Union internationale pour la conservation de la nature (UICN) parmi les espèces en danger (EN).

## Dénomination
Il ne doit pas être confondu avec le palo santo (bulnesia sarmientoi), qui est de la même famille mais un autre genre.
Le bois de gaïac est aussi appelé bois saint ou bois de vie.

## Description
Guaiacum officinale est un petit arbre, à croissance lente, qui peut atteindre de 9 à 12 mètres de haut avec un tronc de 60 cm de diamètre, à feuilles persistantes dans la plus grande partie de son aire d'origine. Le tronc est généralement tordu, les branches noueuses et l'écorce profondément sillonnée. Le bois est très dense et très lourd, tenace, auto-lubrifiant et résistant à l'eau de mer. Sa densité est de 1,20 à 1,36 g/cm³ lorsqu'il est séché à l'air et 1,05 g/cm³ lorsqu'il est séché au four. Le houppier arrondi, au feuillage dense, à croissance rapprochée, donne à l'arbre un aspect compact et net.
Les feuilles, vert foncé, composées paripennées, comprennent 2 ou 3 paires de folioles sessiles et lisses, mesurant de 6 à 13 cm de long. Leur taille et leur forme sont irrégulières, certaines étant obovales, d'autres presque obtuses.

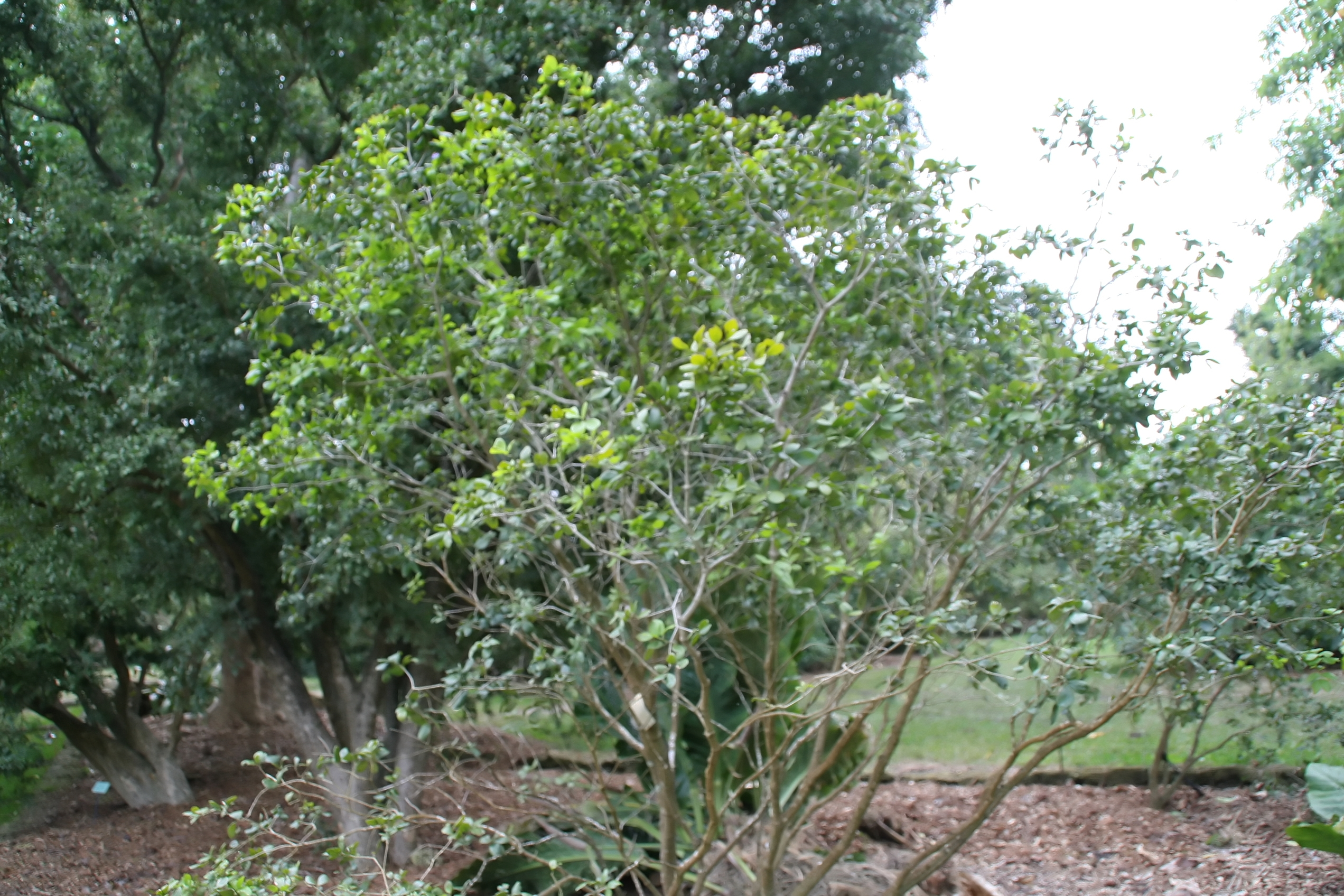
Port de l'arbre.
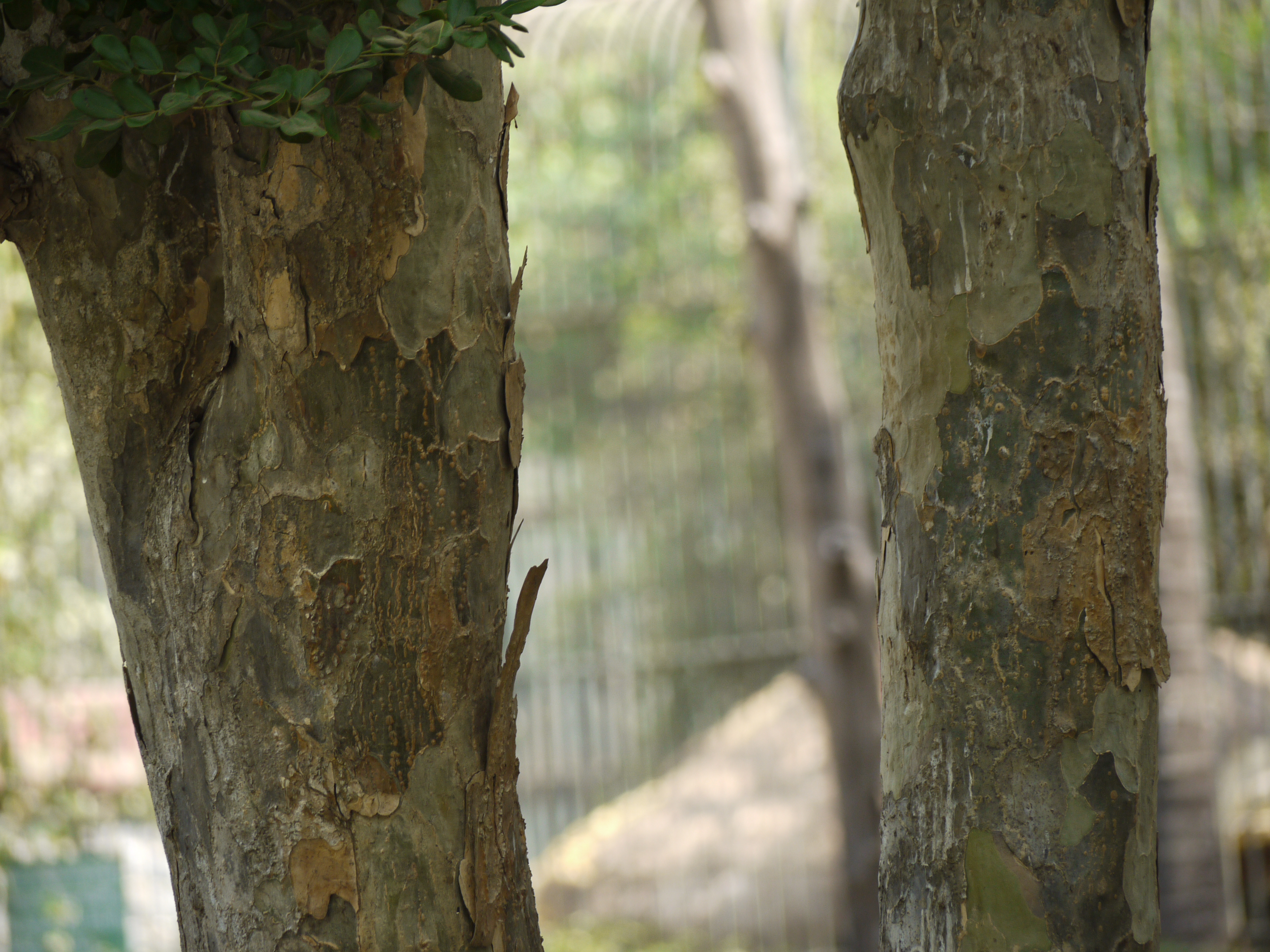
Tronc.
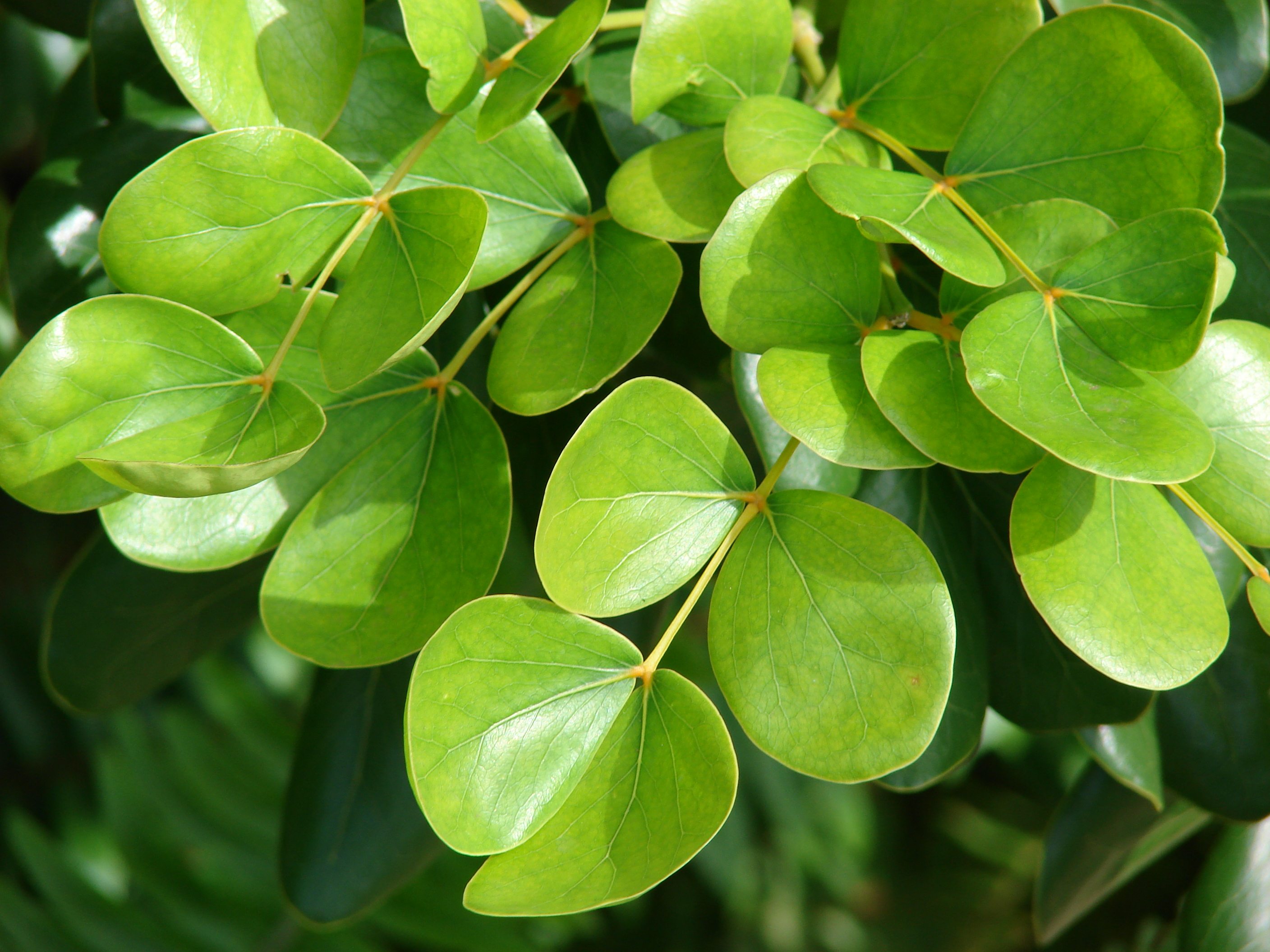
feuilles.

Les fleurs, de couleur bleue, groupées en grappes terminales, poussent à profusion, recouvrant presque l'arbre et y restent longtemps. Au fur et à mesure que les fleurs plus anciennes passent du bleu profond à des nuances plus pâles, devenant parfois presque blanches, on observe une panachure de couleur frappante. Chaque fleur présente 5 pétales en coupe dans un petit calice finement velu, soutenu par un pédoncule élancé. Les étamines sont au nombre de 10, portant des anthères jaune d'or.
Les fruits sont de petites capsules, rondes, comprimées, jaunes, contenant 5 loges, parfois moins. Chaque loge renferme une seule graine.

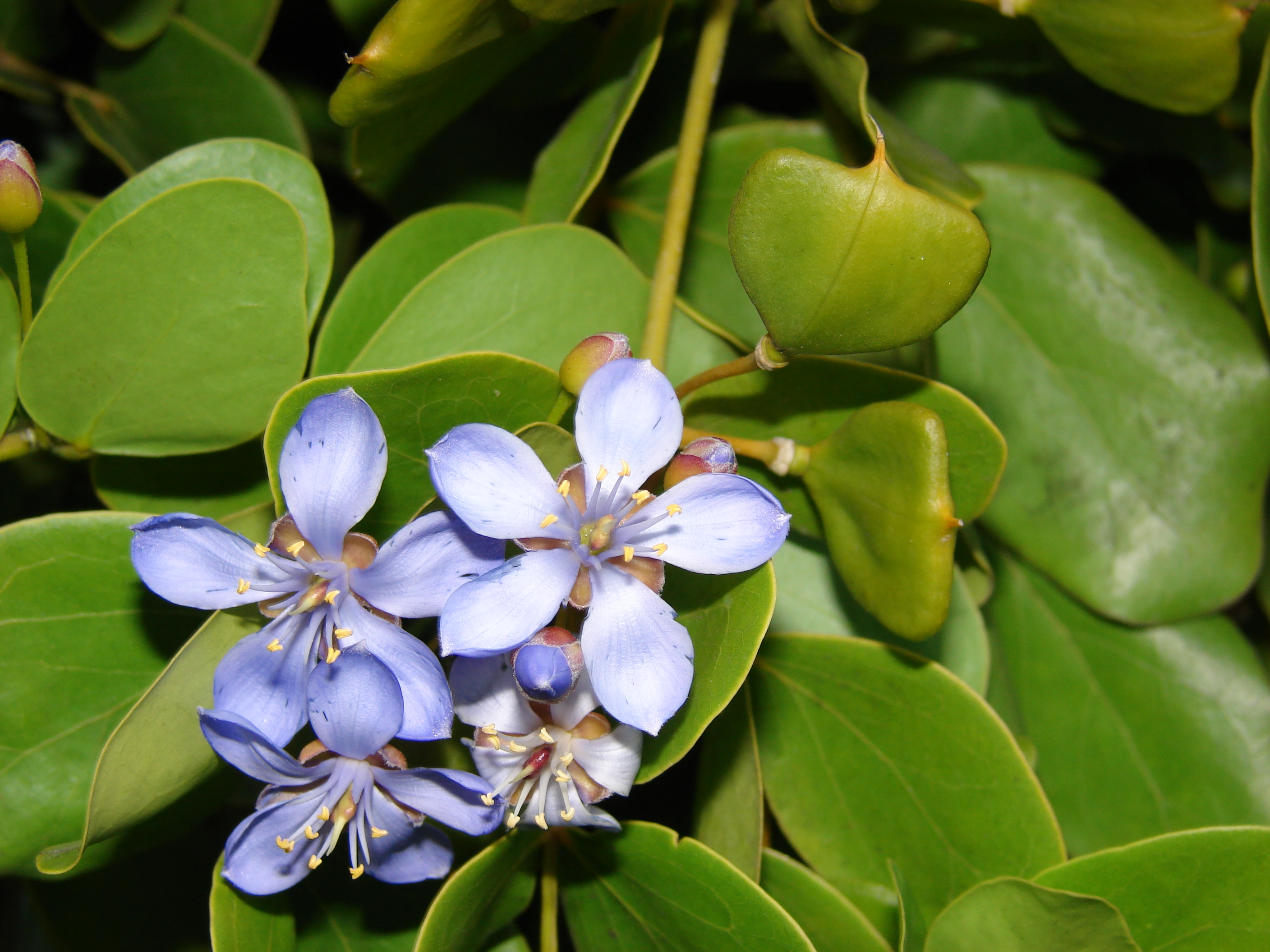
Fleurs.
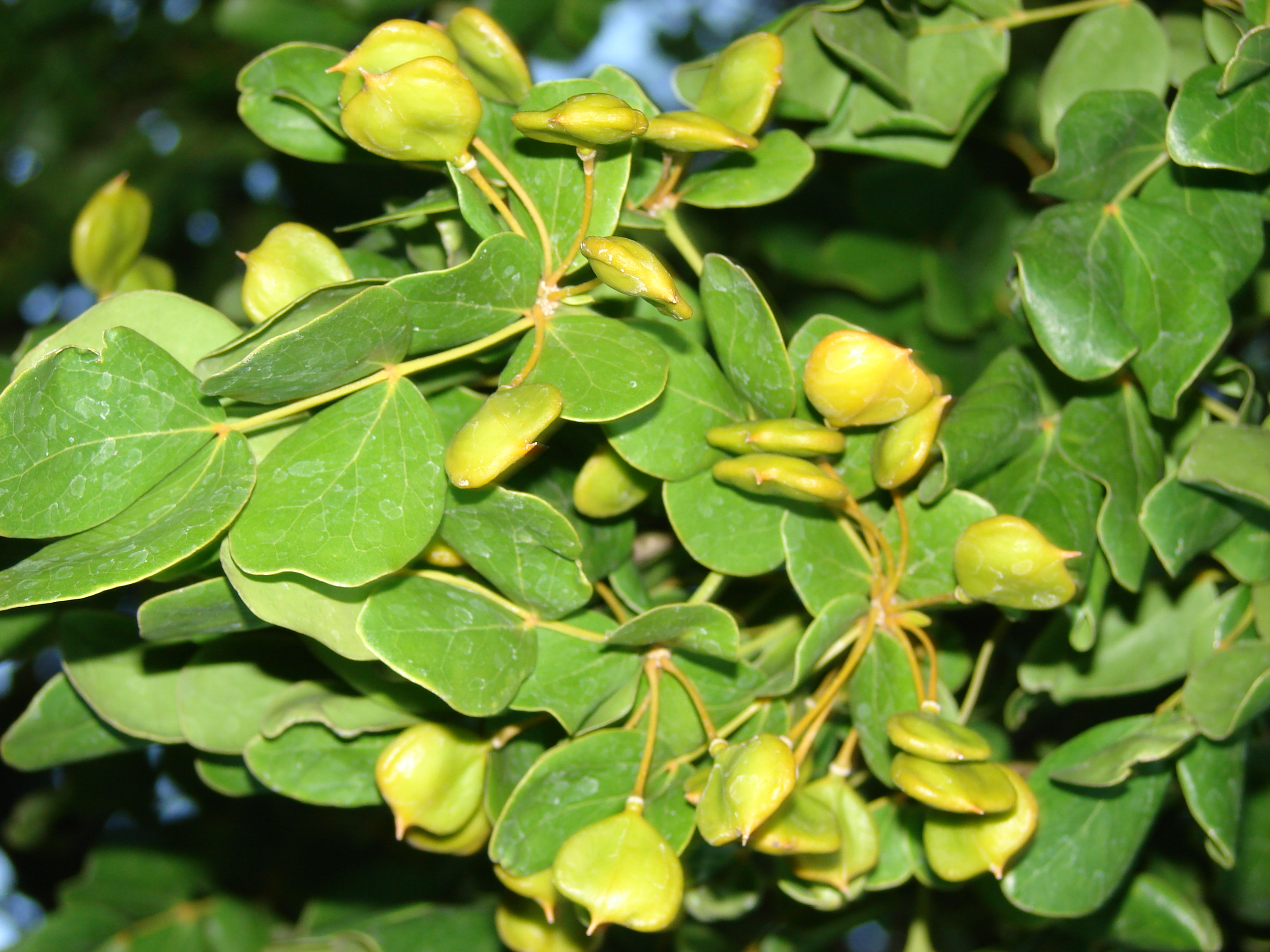
Fruits.
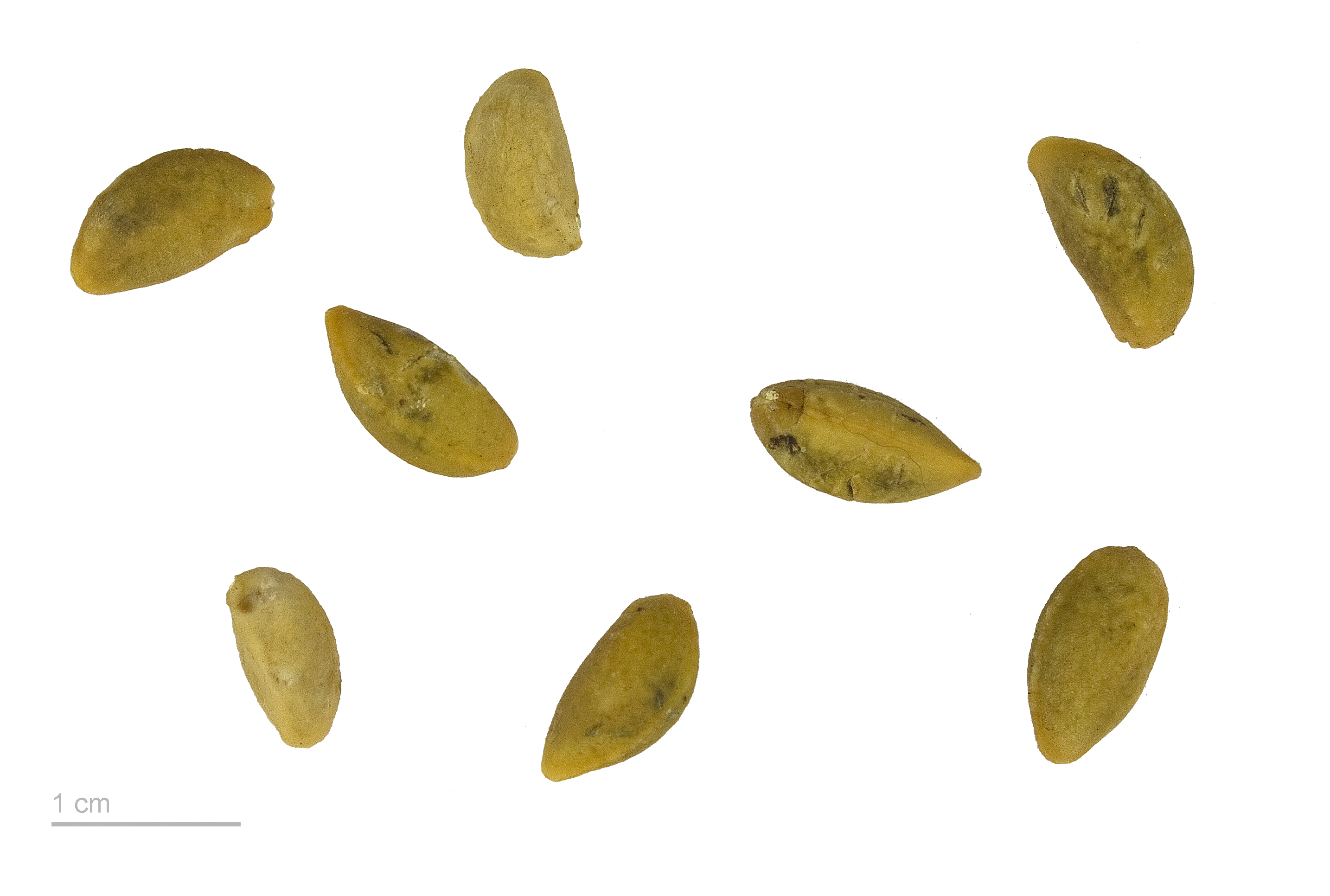
Graines.

## Distribution et habitat
L'aire de répartition originelle de Guaiacum officinale comprend de nombreuses îles des Caraïbes, ainsi que des régions côtières de l'Amérique du Sud et du Panama.
Cette espèce se rencontre notamment dans les Îles du Vent et les Îles Sous-le-Vent, ainsi que dans les Antilles néerlandaises et les Grandes Antilles. En Amérique du Sud, elle se trouve en Colombie, au Venezuela, en Guyane, au Suriname. L'espèce est cultivée aussi bien dans son aire de répartition d'origine, qu'en dehors de celle-ci, notamment en Floride et en Inde.
Cette espèce pousse notamment sur les dépôts alluviaux du littoral, ainsi que dans les forêts côtières sèches et humides depuis le niveau de la mer jusqu'à 300 ou 400 mètres d'altitude,.
Guaiacum officinale pousse parfois en association avec Guaiacum sanctum, mais les deux espèces ne semblent pas s'hybrider.

## Symbolique
Guaiacum officinale est la fleur nationale de la Jamaïque depuis 1962, date de l'indépendance du pays. C'est l'arbre emblème de l'État de Nueva Esparta (Venezuela) depuis 1952.

## Utilisation

### Bois
Guaiacum officinale est l'une des espèces dont on tire le véritable bois de gaïac (lignum vitae), l'autre étant Guaiacum sanctum.

### Usage médicinal
La résine de gaïac, résine naturelle extraite du bois, est un composé incolore qui vire au bleu lorsqu'il est mis en contact avec des substances qui ont une activité peroxydase et sont ensuite exposés au peroxyde d'hydrogène. Les cartes de test au gaïac, imprégnées de cette résine, sont utilisées pour déterminer si les selles contiennent du sang. La partie hème de l'hémoglobine contient de la péroxydase et catalyse l'oxydation de l'acide gaïaconique lorsque le péroxyde d'hydrogène est placé sur la carte de test au gaïac si du sang est présent dans les selles.

### Alimentation
La résine obtenue à partir du bois est utilisée pour aromatiser les pâtisseries et les chewing-gums. Elle est également ajoutée à des huiles comestibles pour prévenir leur acidification.

## Conservation
Le gaïac officinal a été répertorié comme espèce menacée (espèce en danger) par l'Union internationale pour la conservation de la nature (UICN) en 2019. Il a été surexploité pour son bois précieux et ses produits médicinaux. Le commerce international de cette espèce est limité en raison de son inscription à l'Annexe II de la convention CITES.

## Surexploitation
L'arbre a été victime d’une surexploitation en raison de son bois exceptionnel et du fait de ses propriétés thérapeutiques, à la suite de quoi il est aujourd’hui protégé par l’arrêté ministériel du 26 Décembre 1988 et inscrit dans le Livre Rouge mondial de l’Union Internationale pour la Conservation de la Nature (UICN)..